# Kontokort
Kontokort är ett betalningsmedel som fungerar på de inköpsställen som accepterar kortet som betalningsmedel. Kontokort indelas i tre typer:
- bankkort, även kallat debetkort, som är direkt kopplat till innehavarens konto
- betalkort, som låter innehavaren betala mot månatlig faktura
- kreditkort, som är bankkort med kortkredit

Kontokort har oftast innehavarens namn och kortnummer präglat på kortet. För kortutgivare som är anslutna till Visa eller Mastercard finns formkrav hur kortet skall se ut för att korten ska accepteras i alla länder.

## Historia
Kort som betalningsmedel lanserades i USA på 1950-talet. Det första kortet anses vara Diners Club, skapat av Frank McNamara 1956. I Sverige kom tidigt Köpkort och senare Eurocard att dominera marknaden under 1960-talet. Kontokortet liknar i sin modell checken, men har genom sin utbyggda infrastruktur och den garanterade betalningen till säljföretaget, kommit att slå ut checken helt i Norden. I andra länder, som exempelvis USA, är checken fortfarande ett vanligt betalningsmedel. 
Den första uttagsautomaten kom 1967. I samband med att de svenska sparbankerna under 1970-talet började erbjuda mer automatiserade tjänster, kom Minuten, som kunderna kunde komma åt med hjälp av ett plastkort (Minuten-kort). Affärsbankerna svarade med att starta ett eget samarbete, under namnet Bankomat. Varumärket Bankomat registrerades 1968.

Bankomatkortet var i sin ursprungliga mening just ett bankkort, ett kort för att komma åt banktjänster. För köp i butik fanns vid denna tid främst Köpkort, men genom att kombinera kortens funktioner – ta ut pengar från sitt lönekonto och betala för varorna i butiken – kom bankkorten att bli debetkort.

## Kortköp
Kortköp är ett köp som görs, vid vilket kunden använder ett kontokort som betalningsmedel. Normalt kontrolleras kortet via datakommunikation med banken (s.k auktorisation). Om banken ger klartecken och säljföretaget gör de kontroller som den inlösenbanken kräver, är säljföretaget garanterad att få betalt. Reglerna för kontroller varierar mellan hur säljföretaget tar emot kort, till exempel om det sker vid en bemannad kassa, i en bensinpump, en parkeringsautomat eller en självutcheckning i butik.
För att slutföra köpet, måste kortinnehavaren/kunden godkänna att kontot debiteras. Detta gör kunden genom att antingen slå in sin PIN-kod (PIN-köp) eller, om kortutgivaren tillåter det, skriva under ett kvitto (signaturköp). Vid signaturköp, har de svenska bankerna kommit överens om att om kortet är utgivet av en svensk bank, måste kunden visa upp en legitimationshandling om köpet överstiger 200 kronor.
 För kort utgivna av utländska kortutgivare ställs normalt inte motsvarande krav, även om många säljföretag har samma rutin för dessa. Ett inlösenavtal kan dock vara utformat så att säljstället ska kontrollera legitimation även på lägre belopp.
Efter säljföretagets stängning töms terminalen och transaktionerna (kortköp) genomförs till kortinlösaren. Därefter skickas transaktionsinformation vidare till kortinnehavarens bank, varefter kunden debiteras. Debitering kan ske genom uttag på konto (bankkort eller genom att samla köpen på en faktura (betalkort och kreditkort).

## Säkerhet
Kortterminaler eller uttagsautomater som använder magnetremsa öppnar för möjligheten att denna blir kopierad. Om samtidigt den fyrsiffriga PIN-koden videofilmas eller på annat sätt blir reproducerad, kan uttag ske från innehavarens konto utan någon som helst kontroll.
För kortterminaler som använder den inbyggda enchipsdatorn är det svårare för utomstående att reproducera plastkortet. Dock kan en reläattack genomföras där en fejkad kortterminal sänder iväg den fyrsiffriga koden och ger tillgång till enchipsdatorn på kortet, och genomför andra transaktioner än den kunden avsett. Chip ger dock rimlig säkerhet för den tänkta applikationen med vardagliga betalningar för konsumenter. Men detta visar också på att säkerheten är beroende av den fysiska apparaten där koder slås in och visuell återkoppling ges.
För säkerhet på en hög nivå krävs att användaren har egen knappsats, skärm och dator som krypterar och autentiserar alla ingående noder i transaktionen. Internetbanker kan delvis ses som ett sådant system om det inte vore för svagheter i operativsystem, webbläsare, brandvägg, ofullständigt skydd av domänautentisering (som SSL använder), och svag kryptering av den trådlösa länken via HSDPA (3G).
2015 introducerades kontaktlösa kort där kunderna endast blippar sina kort utan att behöva identifiera sig, godkänna beloppet, eller ange sin PIN-kod vid köp på upp till flera hundra kronor. Kontaktlösa kort använder NFC-teknik för att överföra informationen. Kortuppgifterna på kontaktlösa kort är okrypterade, vilket gör att en bedragare med en NFC-läsare kan stjäla kortuppgifterna utan att betalkortet behöver lämna offrets plånbok. Läsavståndet kan vara upp till en meter. Se även skimning.

## Avgifter
Säljföretaget betalar en avgift till inlösande bank för kortköpet, en avgift som varierar efter korttyp och förhandlas mellan säljföretaget och inlösande bank. Säljföretagets rätt att ta ut en extraavgift bestäms av avtalet med inlösande bank. Fram till 2006 fanns regler intagna i avtalen mellan säljföretaget och inlösande bank om så kallat prisdiskrimineringsförbud, det vill säga förbud mot att ta ut en särskild avgift för kortbetalning. Efter lobbying från säljföretagssidan har Mastercard tagit bort denna regel, medan Visa har den kvar. 
Sveriges Konsumentråd motsätter sig kontokortsavgift. Sven Estwall, dåvarande Nordenchef för Visa Europe, menade i ett uttalande 2007 att det minskade flödet av kontanter är något som gynnar både säljföretagen och konsumenterna och det ökar dessutom säkerheten för oss alla.
Svensk Handel har däremot tagit säljföretagens parti och menat att de inte kan sälja ett tuggummi för tre kronor och gå med förlust om kunden betalar med kort.
Den 1 augusti 2010 infördes en lag som innebär förbud för säljföretaget att debitera konsumenter för kortavgifter när betalkort används. Däremot kvarstår rätten för inlösenföretagen att ta ut en avgift av säljföretaget. Detta har inneburit att vissa handlare inte accepterar kort som betalningsmedel för mindre köpbelopp.
Att säljföretag inte accepterar kortköp för mindre belopp beror till stor del på de kostnader de själva måste betala. Det kan till exempel kosta 400 SEK/månad + 0,75 SEK/transaktion för hyra av själva kortterminalen. Sedan tillkommer kreditkortsföretagens avgifter på 4 SEK + 2 % av beloppet. Samt bankens avgifter.

## Uttagskort
Innan konto- och betalkort slog igenom, var det vanligt med av banker utfärdade uttagskort. Handelsbanken slutade med sådana under 2006 och SEB och Swedbank 2009. Uttagskorten var gratis, men användningen begränsades till uttagsautomater.